# Maulets, el jovent independentista revolucionari
Maulets fou una organització política juvenil independentista creada el 1988, com a joventuts del Front Patriòtic i, després, de Catalunya Lliure. El 1999 es fusionà amb els Joves Independentistes Revolucionaris per a formar Maulets, el jovent independentista revolucionari. El 2012 es fusionà amb la Coordinadora d'Assemblees de Joves de l'Esquerra Independentista per a formar Arran.

## Història

### Precedents i fundació
El 1987, a la ii Assemblea Nacional del Moviment de Defensa de la Terra (MDT) es presentaren dues ponències: «Fem Front Patriòtic», que tenia el suport del Partit Socialista d'Alliberament Nacional (PSAN), i «Per una Política Independentista de Combat». Les dues posicions resultaren irreconciliables i l'MDT es partí en dos.
El 5 i 6 de desembre de 1987 se celebrà una assemblea preconstituent dels joves del Front Patriòtic a Lligordà. Allà adoptaren el nom de Maulets, en referència als maulets de la Guerra de Successió Espanyola, i els principis ideològics: unitat nacional de Catalunya, l'acceptació de totes les formes de lluita i la independència com a única via al socialisme. Maulets es fundà oficialment l'abril de 1988 a Cervelló. Agrupà diversos col·lectius locals com les Joventuts Independentistes del Gironès, la Trepa del Vallès Occidental o la Coordinadora d'Estudiants Independentistes del Maresme.
El 9 de setembre de 1988 fou detinguda una militant de Maulets, Núria Cadenes, acusada de pertànyer a Terra Lliure. Més tard es detingué un altre militant, Jun Sànchez. Aquestes detencions provocaren una campanya de solidaritat que donà a conèixer Maulets. Altres campanyes que es portaren a terme inicialment foren contra les drogodependències, la mili espanyola, les forces d'ocupació, el bilingüisme a l'escola i les nuclears.
A les eleccions al Parlament Europeu de 1989 es creà una coalició electoral anomenada Catalunya Lliure (CL) entre el Front Nacional de Catalunya (FNC) i el sector de l'MDT favorable al Front Patriòtic. Després de les eleccions, CL es convertí en un partit polític, cosa que provocà que l'MDT s'hi dissolgués i que el FNC l'abandonés. Així, CL es convertí en l'organització de masses del Moviment Català d'Alliberament Nacional, que agrupava altres organitzacions com Terra Lliure (IV Assemblea), membres dels Comitès de Solidaritat amb els Patriotes Catalans favorables al Front Patriòtic, la Coordinadora Obrera Sindical, el Bloc d'Estudiants Independentistes i Maulets.

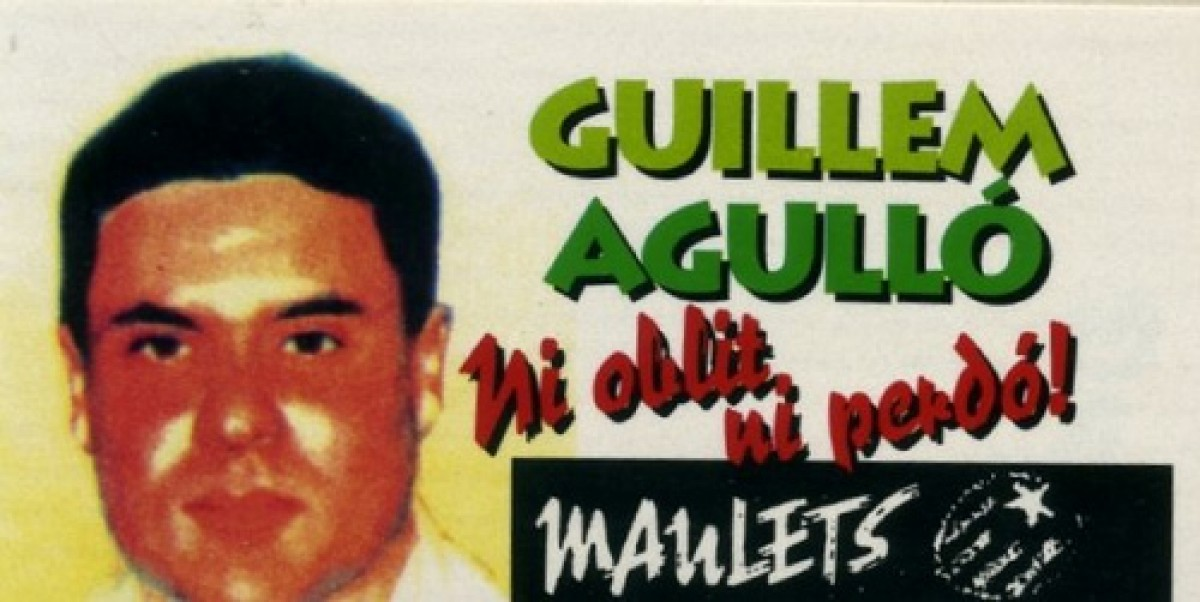
Adhesiu de Maulets en record de Guillem Agulló

L'11 d'abril de 1993 uns neonazis espanyols assassinaren un militant de Maulets de Burjassot, Guillem Agulló.

### Confluència amb els JIR
A principis dels anys 90, Maulets mantingué una activitat elevada. Impulsaren el Dia del Combatent Català el 26 de gener, l'organització de dones L'Esguard, campanyes conjuntes amb el Front d'Alliberament Gai de Catalunya i el programa de ràdio Sense Treva a Contrabanda FM. Malgrat això, l'activitat restà focalitzada a Barcelona.
Aquesta activitat de Maulets contrastava amb la de Catalunya Lliure, que havia entrat en crisi. A Catalunya Lliure es perfilaren dos sectors: d'una banda, el sector de la direcció, amb més pes a València i amb el suport del PSAN; i de l'altra, el sector del Barcelonès, tant de Catalunya Lliure com de Maulets. El sector del Barcelonès criticava que es deixés de banda l'eix programàtic sobre la defensa dels interessos del poble treballador. A més, també defensava que calia lluitar pel feminisme i els drets LGBTI. En canvi, el PSAN els criticava que situessin aquestes dues qüestions al mateix nivell que la de la classe treballadora. Finalment, el sector del Barcelonès també criticava el tracte diferenciat que rebia Núria Cadenes d'un costat i els militants de Terra Lliure Guillem Godó i Jaume Palou de l'altre. Tots tres havien estat empresonats conjuntament, però Catalunya Lliure només defensava políticament Núria Cadenes, perquè Godó i Palou estaven en contra de la decisió de Terra Lliure d'abandonar la lluita armada.
Paral·lelament al conflicte entre Maulets Barcelonès i Catalunya Lliure, els Joves Independentistes Revolucionaris (JIR) també entraren en conflicte amb el seu referent adult, l'Assemblea d'Unitat Popular (AUP). L'AUP aprovà la política d'Esquerra Nacional, és a dir, un acostament a Esquerra Republicana de Catalunya (ERC) i a Iniciativa per Catalunya (IC). A les eleccions municipals espanyoles de 1995, moltes Candidatures d'Unitat Popular (CUP) i d'altres candidatures de l'Assemblea Municipal de l'Esquerra Independentista (AMEI) es presentaren en coalició amb ERC o IC. La direcció de l'AUP, però, volia anar encara més enllà i, per això, signaren un protocol de col·laboració amb ERC. Els JIR i part de l'AUP s'hi oposaren.
Aquestes dues crisis suposaren l'acostament entre Maulets i els JIR. Els JIR ja pensaven en unificar-se amb Maulets d'ençà la ii Assemblea Nacional, que havien celebrat el 1992. L'agost del 1992 i el febrer de 1993, el Secretariat Nacional dels JIR s'havia reunit amb la Comarcal del Barcelonès de Maulets per tal d'acordar, com a mínim, una unitat d'acció en l'àmbit antirepressiu. Malgrat això, la direcció de Maulets s'oposava a la unió i només el Barcelonès ho veia bé. Per acostar-se a aquesta unitat, el 1995 els JIR i Maulets Barcelonès fundaren la Plataforma per la Unitat d'Acció (PUA) amb altres grups locals com Orgull Bolxevic, exmilitants de les JERC i joves de casals. L'Onze de Setembre, la PUA boicotà un acte conjunt de l'AUP i ERC al Fossar de les Moreres amb un cartell sense signar on apareixia Àngel Colom d'ERC amb un tricorni de la Guàrdia Civil i amb el lema «Al Fossar no hi parla cap traïdor. Per vèncer cal lluitar!». L'acte començà amb una intervenció crítica dels JIR sobre el protocol de col·laboració entre AUP i ERC i posteriorment els manifestants xiularen la intervenció de l'AUP. El setembre de 1995 l'AUP celebrà una assemblea on la majoria de representants s'oposaren a l'acostament a ERC. Un cop reconduït el rumb de l'AUP, els JIR abandonaren la PUA.
En canvi, Maulets i Catalunya Lliure del Barcelonès, s'hi involucraren més. Arran d'això, la Comissió Política i la Mesa Nacional de Maulets inicià un procés disciplinari contra diversos militants del Barcelonès. Se'ls acusava d'haver llançat un senyal de trànsit a la taverna Foc i Fum, d'haver criticat al programa Sense Treva una editorial de la revista Lluita del PSAN, d'esbroncar al militant d'ERC i exmilitant de Catalunya Lliure Josep Aixalà, de provocar avalots en un concert de Catalunya Lliure i de no comunicar a la direcció nacional la detenció d'un militant. El resultat del procés fou l'expulsió d'un militant i la suspensió d'uns quants més. Les assemblees de Catalunya Lliure i Maulets al Barcelonès enviaren una carta a la Direcció Nacional per intentar solucionar el conflicte a Maulets. Però el novembre de 1995 se celebrà una Mesa Nacional de Maulets a Lleida i en acabat els militants del Barcelonès feren una crida a abandonar l'organització fins que es retiressin les sancions. Aquests militants entraren a l'assemblea de Catalunya Lliure de Barcelona, però també en foren expulsats després que provoquessin uns incidents al local de la Ronda de Sant Antoni. Finalment, Maulets celebrà una Mesa Nacional a Reus on es produí el trencament definitiu de l'organització. A part del Barcelonès, també deixaren l'organització les assemblees del Camp de Morvedre, la Ribera, la major part de la de l'Horta i part de la del Vallès Oriental. La crisi de Catalunya Lliure s'agreujà quan el PSAN l'abandonà després d'uns incidents a la sortida de la Coordinadora Nacional de Catalunya Lliure. El 22 de juliol de 1996 al Berguedà es dissolgué Catalunya Lliure i part dels seus membres entraren a la PUA.
Així doncs, el 1996 Maulets havia perdut el seu referent adult. I també el 1996 es dissolgué l'AUP, el referent dels JIR. Això feu que les dues organitzacions es tornessin a acostar. Feren campanyes conjuntes com la denúncia de les Empreses de Treball Temporal, la participació a la Mesa Cívica pels Drets Socials, a la Marxa Europea contra l'Atur, la Precarietat i l'Exclusió Social, al xvi Festival de la Joventut i els i les Estudiants a Cuba i al Correllengua. També organitzaren conjuntament l'11 de setembre de 1997.
Entre novembre de 1997 i el 28 de març de 1998 se celebrà la v Assemblea Nacional dels JIR, on foren majoritaris els partidaris d'unir-se amb Maulets. A l'Aplec dels Ports celebrat l'estiu de 1998 a Cinctorres, els JIR i Maulets feren una trobada entre els seus militants per tal d'acordar la unió. L'11 de setembre tornaren a organitzar un acte conjunt i anunciaren que estaven en procés d'unió. La confluència es produí a l'Assemblea Nacional Reconstituent celebrada a Berga el 9 i 10 de gener de 1999. La nova organització s'anomenà Maulets, el jovent independentista revolucionari. S'aprovà una nova declaració de principis que la definia com una «organització política de joves, independentista i revolucionària, que lluita per uns Països Catalans unificats, independents, ecològics, no patriarcals i sense classes».

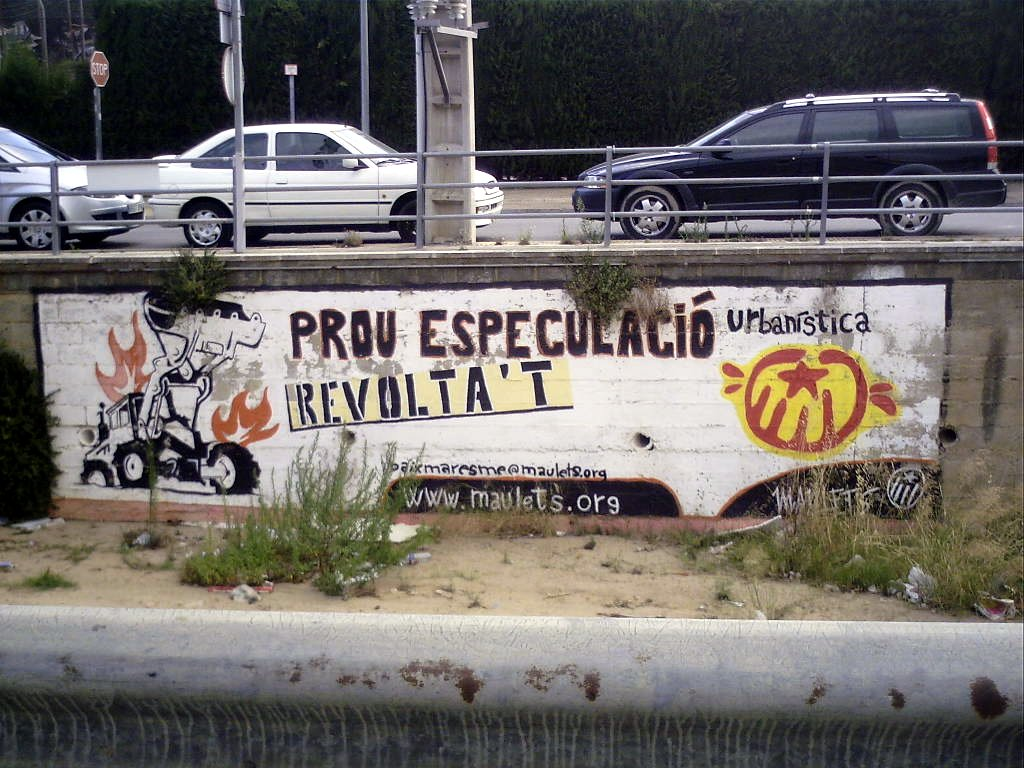
Mural de Maulets Baix Maresme contra l'especulació urbanística

La unió de Maulets i els JIR suposà un increment de l'activitat. Un dels temes principals d'aquesta època fou la defensa del territori amb campanyes contra els túnels de Bracons, contra el Quart Cinturó del Vallès, en defensa de les Cinc Sénies, en defensa de l'Horta de València, contra la interconnexió elèctrica de la MAT, contra el transvasament de l'Ebre, contra la construcció de més carreteres a Mallorca o contra el Pla CAUFEC. El 2001 se celebrà a Berga la primera edició del Rebrot, l'aplec de joves dels Països Catalans. Se celebrà durant l'Aplec del Pi de les Tres Branques amb l'ajuda del Casal Panxo i tingué espais dedicats a la cultura popular, a la música combativa, a la promoció de grups musicals novells i espais de trobada amb organitzacions juvenils d'altres països.
Entre 1999 i el 2000, Maulets, el jovent independentista revolucionari creà una Comissió per a la Reestructuració de l'Independentisme amb l'objectiu d'estendre el seu procés de confluència a la resta de l'Esquerra Independentista. D'aquesta comissió en sortí el Manifest de Vinaròs, que fou signat per 117 persones reunides a Vinaròs el 2 d'abril de 2000. En aquest manifest es comprometien a iniciar un procés polític que s'anomenà Procés de Vinaròs, que consistí d'assemblees plenàries que es produïren fins al novembre de 2002. El PSAN refusà de participar-hi i la PUA inicialment també. Però a l'estiu de 2000 la PUA es convertí en el partit Endavant (OSAN), assumí l'estratègia de la Unitat Popular i defensà la necessitat d'una conferència d'organitzacions nacionals per articular l'Esquerra Independentista. El fruit principal del Procés de Vinaròs fou l'acceptació per part de Maulets i Endavant de la proposta d'Unitat Popular que havia fet anys enrere l'MDT i, per tant, l'impuls de la CUP i les altres candidatures de l'AMEI. Altres fruits del Procés foren la creació d'Alerta Solidària i la creació de canals de contacte estables entre les organitzacions de l'Esquerra Independentista. Malgrat això, el Procés no resolgué diverses qüestions plantejades, com la visibilitat de les organitzacions durant les diades nacionals o la unitat entre la Coordinadora d'Estudiants dels Països Catalans i l'Alternativa Estel. Un dels desacords principals fou sobre com s'havien de tractar els presos catalans d'ETA. Endavant considerava que se n'havia de fer una defensa política, mentre que Maulets i l'MDT els consideraven militants bascos i, per tant, que la seva defensa no era prioritària. Aquesta discrepància fou un dels motius que feren que Maulets tampoc no fos reconegut com a referent juvenil per totes les organitzacions del Procés i Endavant impulsés la Coordinadora d'Assemblees de Joves de l'Esquerra Independentista (CAJEI). Altres diferències entre la CAJEI i Maulets eren que la CAJEI es definí específicament com a socialista, mentre que Maulets es definia senzillament com a revolucionari, i que la CAJEI tenia una estructura més descentralitzada.
Les limitacions del Procés de Vinaròs portaren la direcció de Maulets a impulsar el 2002 el Corrent Altea (Corrent d'Opinió d'Esquerra Independentista). Aquest corrent acostà el posicionament de Maulets al d'altres organitzacions com Terra i Llibertat o l'MDT. El 2004 les tres organitzacions defensaren la necessitat que la CUP es presentés a les eleccions al Parlament Europeu de 2004, per a donar a conèixer la CUP com a organització nacional més enllà del municipalisme i per a fer campanya contra la Constitució Europea. El 2005 el Corrent Altea es dissolgué.

### Confluència amb la CAJEI

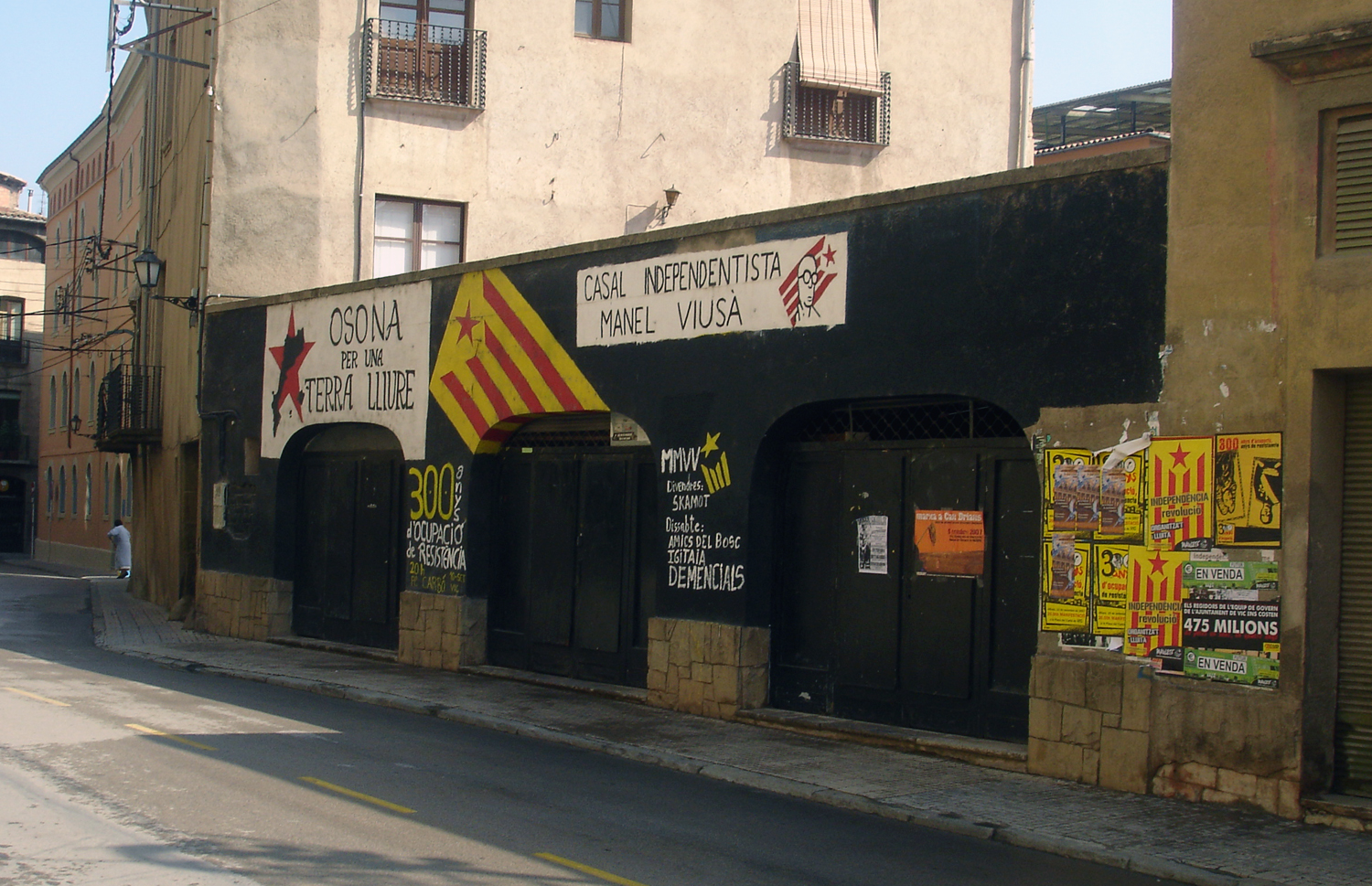
Casal Independentista Manel Viusà de Vic amb cartells de Maulets a la façana el 2007

El novembre de 2006 Maulets celebrà una Assemblea Nacional on es definí oficialment com a socialista. El 29 de setembre de 2008 en celebraren una altra a Jesús on s'aprovà treballar per unir-se amb la CAJEI. Maulets i la CAJEI ja havien treballat conjuntament en manifestacions com la del 12 d'octubre de 2007 a Lleida, en la campanya «300 anys d'ocupació, 300 anys de resistència» o en campanyes de la Coordinadora Nacional de l'Esquerra Independentista. A part del treball conjunt que havien fet, un altre factor que facilità la unitat fou que s'havien alleugerit les discrepàncies que havien motivat la fundació de la CAJEI. D'una banda, Maulets s'havia definit com a socialista i, d'altra banda, s'havien anat alliberant alguns presos catalans d'ETA i, per tant, havia disminuït la importància del debat sobre com tractar-los. També havien guanyat importància organitzacions com la CUP, el SEPC o Alerta Solidària, on militants de les dues organitzacions coincidien.

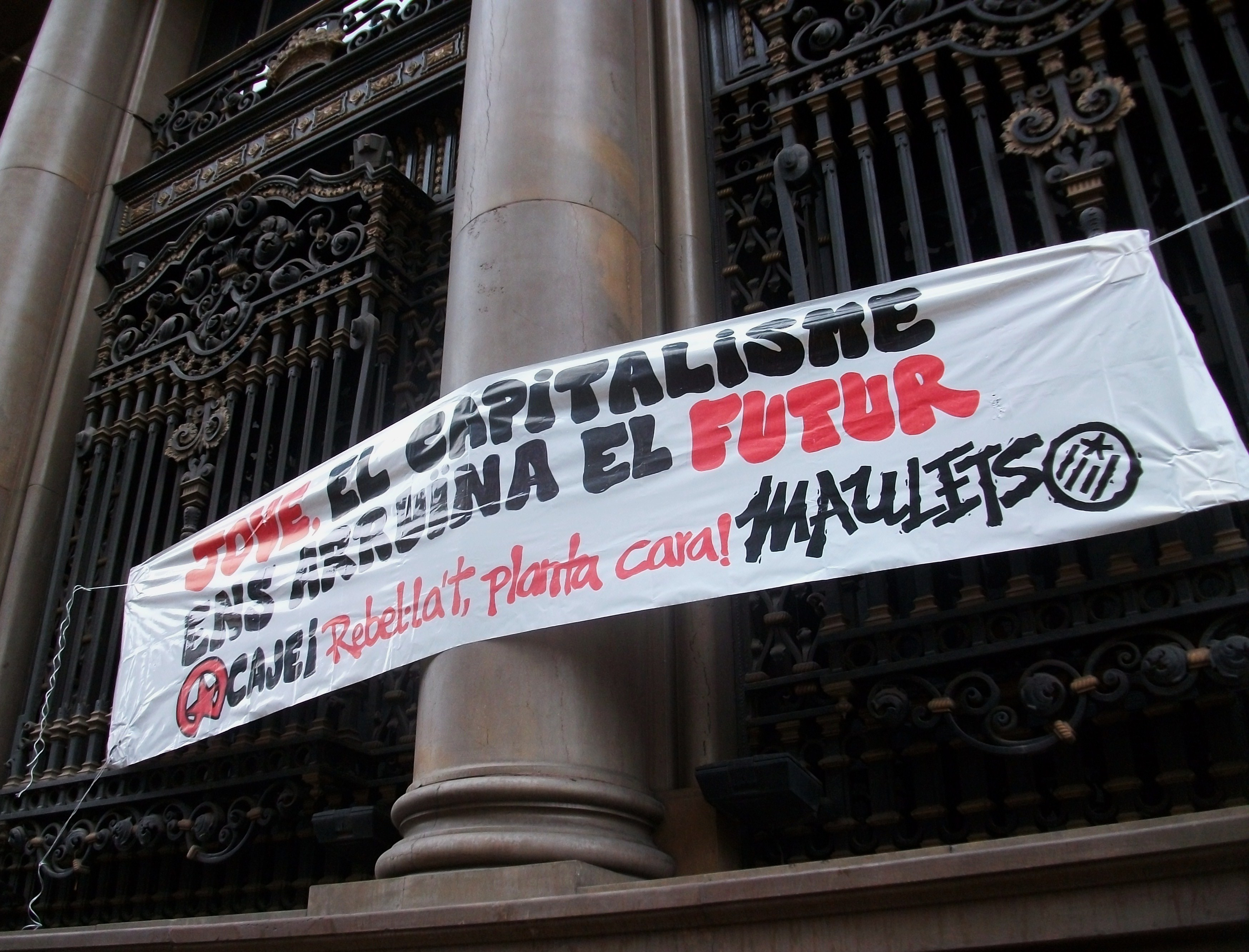
Pancarta conjunta de Maulets i la CAJEI durant la manifestació del 25 d'abril de 2012

Un dels conflictes que sorgiren durant el procés de confluència fou la creació de nous nuclis allà on l'altra organització ja en tenia. Per exemple, la CAJEI en creà a Benimaclet i a València i Maulets al Barcelonès. Malgrat aquests casos, el procés de confluència continuà i l'estiu del 2009 l'Assemblea de Joves de Manresa i el nucli local de Maulets decidiren fusionar-se en l'anomenat Jovent de l'Esquerra Independentista de Manresa, que es presentà el gener del 2010. El 2011 a Llíria, la manifestació del 25 d'abril que organitzava cada any la CAJEI fou organitzada per les dues organitzacions amb el lema «Pobles i comarques cap a la Unitat Popular». I al maig, se celebrà una trobada a Reus on s'aprovà l'anomenada «Declaració de Reus» on Maulets i la CAJEI es comprometien a confluir. Tant en aquesta trobada com en les següents, també hi participaren diversos col·lectius locals de joves que volien unir-se a la futura organització. Algun dels primers acords establien que a escala nacional l'única bandera que s'utilitzaria seria l'estelada vermella, i no la bandera vermella, negra o lila. D'altres símbols que es podien utilitzar eren la silueta dels Països Catalans, el símbol de la dona, el sol ecologista, el símbol ocupa o el símbol internacionalista; però no la falç i el martell, la A anarquista o cap estel, mentre no es discutís més endavant. A escala local, però, cada nucli tenia autonomia per continuar utilitzant els símbols que cregués.
El 30 de juny i el 1r de juliol de 2012 se celebrà a Capellades l'Assemblea Nacional Constituent de la nova organització. Hi assistiren uns 400 militants d'una seixantena de nuclis. Malgrat que alguns militants havien defensat que la nova organització conservés el nom de Maulets, la majoria optaren per un nom nou. Així doncs, en aquell cap de setmana es fundà Arran. A la nova organització també s'hi integraren nuclis locals independents com l'Assemblea de Joves de Terrassa, la de Sant Sadurní i la d'Horta, o l'Associació de Joves Pinyol Vermell de Sa Pobla. En total, en el moment de la fundació, Arran comptava amb més de 600 militants repartits en una seixantena de nuclis locals de 36 comarques diferents. Finalment, es presentà públicament a l'aplec de joves del Rebrot, celebrat el 14 de juliol a Berga, i Maulets es dissolgué el 13 i 14 d'octubre a l'Aldea.